# St. Markus (Derental)

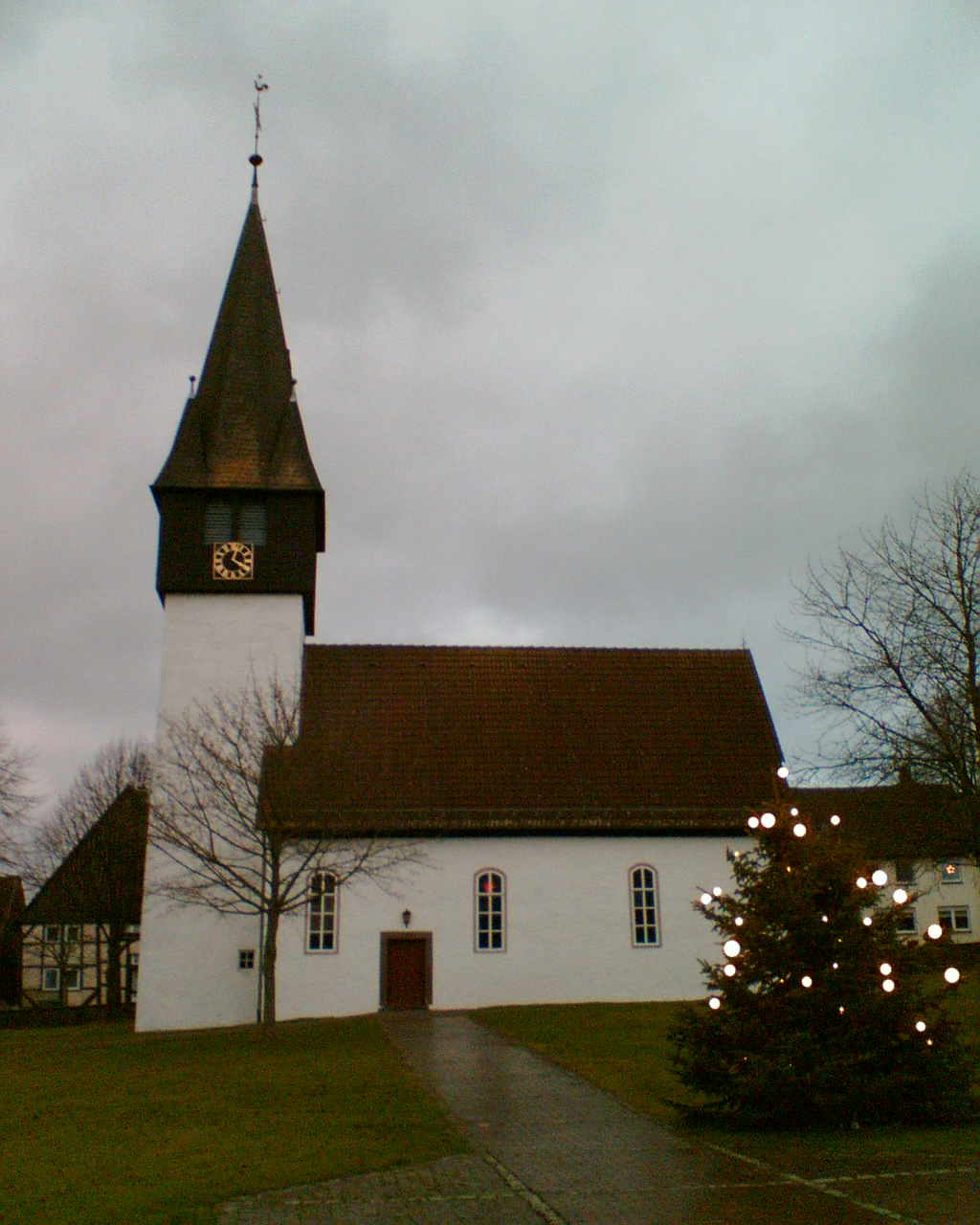
St. Markus

Die evangelisch-lutherische Kirche St. Markus steht auf dem ummauerten Kirchfriedhof von Derental, einer Gemeinde im Landkreis Holzminden von Niedersachsen. Die Kirchengemeinde wurde 2009 aufgehoben und mit den Kirchengemeinden Fürstenberg und Meinbrexen zur Trinitatis-Gesamtkirchengemeinde Solling-Weser vereinigt, die zum Kirchenkreis Holzminden-Bodenwerder im Sprengel Hildesheim-Göttingen der Evangelisch-lutherischen Landeskirche Hannovers gehört.

## Geschichte
Eine vermutlich im 13. Jahrhundert errichtete, dem Archidiakonat Höxter in der Diözese Paderborn zugehörige Pfarrkirche war im 15. Jahrhundert zusammen mit dem Ort Derental zerstört worden. Während der Ort selbst um 1520 durch Heinrich II. von Braunschweig-Wolfenbüttel wiederbegründet wurde, blieb die mittelalterliche Kirche zunächst Ruine. Mit der Besetzung des Herzogtums durch die Truppen des Schmalkaldischen Bundes wurde in Derental die Reformation eingeführt, und 1544 baten die Einwohner, die den Gottesdienst der Johanneskirche im benachbarten Meinbrexen besuchten, um Unterstützung bei der Errichtung einer Holzkirche. Erst nach 1568 mit dem Regierungsantritt von Herzog Julius, der die Reformation endgültig durchsetzte, wurde 1575 auf den Resten der alten Kirche ein Neubau errichtet.
Das 1579 errichtete Pfarrhaus wurde nach einem Brand gegen Ende des Siebenjährigen Kriegs 1763 erneuert. Die Kirche von Derental mit ihrem Pfarrhaus ist eines der Schauplätze in Wilhelm Raabes in der Zeit des Siebenjährigen Kriegs angesiedelten Roman Hastenbeck, indem hier der Pfarrer Emanuel Störenfreden die Vermählung der beiden Protagonisten vornimmt.

## Beschreibung
Die rechteckige Saalkirche mit dem eingerückten Kirchturm im Westen wurde aus verputzten Bruchsteinen gebaut. Der Giebel im Osten ist in Holzfachwerk ausgeführt. Auf den steinernen Geschossen des Turms sitzt ein hölzerner Aufsatz, der mit Platten aus Faserzement verkleidet ist. In ihm befindet sich der Glockenstuhl, in dem 2 Kirchenglocken hängen, die ältere wurde 1878 von Petit & Gebr. Edelbrock, die jüngere 1950 von J. F. Weule gegossen. Darauf sitzt ein achtseitiger Helm, an den Ecken flankiert von kleinen Türmen. Das Kirchenschiff ist mit einem Satteldach bedeckt. 
Der Innenraum ist mit einer Flachdecke aus Holzbrettern überspannt, die in der Mitte von einer Stütze gehalten wird. Die L-förmigen Emporen sind mit geschnitzten Ornamenten verziert, die ältesten stammen von 1659. Hinter dem Altar befinden sich Reste von Wandmalereien vom Anfang des 17. Jahrhunderts. Die Kirche wurde im Zweiten Weltkrieg stark beschädigt. Sie wurde zwar bis 1949 provisorisch wiederhergestellt, sie wurde aber 1958–60 nach einem Entwurf von Ernst Witt in der heutigen Form erneuert, dabei wurde die Empore entfernt. Der Altar wurde 1958 neu aufgemauert. Die Kanzel ist um 1600 entstanden. Das runde Taufbecken von 1581 ruht auf vier kauernden Markuslöwen, die der Kirche ihren Namen gaben. 1888 wurde von den Gebrüdern Euler eine Orgel gebaut, die zehn Register, zwei Manuale und ein Pedal hat. Ihre Disposition wurde 1959 verändert. 2000 wurde sie durch Jörg Bente renoviert.